# Hymenocephalus nascens
Hymenocephalus nascens es una especie de pez de la familia Macrouridae en el orden de los Gadiformes.

## Morfología
• Los machos pueden llegar alcanzar los 16 cm de longitud total.

## Hábitat
Es un pez de aguas profundas que vive entre 366-860 m de profundidad.

## Distribución geográfica
Se encuentra en el Mar de la China Meridional las Filipinas Indonesia, el norte de Australia y Nueva Caledonia.